# 噶通镇
噶通镇，是中华人民共和国四川省甘孜藏族自治州稻城县下辖的一个乡镇级行政单位。

## 历史
2019年12月23日，四川省人民政府批复同意撤销色拉乡、傍河乡，合并设立噶通镇。

## 行政区划
噶通镇下辖以下地区：
永当村、仲堆仲麦村、寒桑村、仲久村、普牙村、自俄村、白中村、龙伍村、寒洪村、普尼村、八美村、色拉村、口提村。